# Flejsborg Sogn
Flejsborg Sogn ist eine Kirchspielsgemeinde (dän.: Sogn) im Norden der jütischen Halbinsel Himmerland im Norden Dänemarks. Bis zur Kommunalreform von 1970 bildete es gemeinsam mit den Nachbargemeinden Vester Hornum und Hyllebjerg auch eine politische Gemeinde, die bereits durch Zusammenschluss in den 1920er Jahren entstanden war. 1970 wurde es Teil der Farsø Kommune, die ihrerseits 2007 in der Vesthimmerlands Kommune aufging. Im Kirchspiel leben 310 Einwohner (Stand: 1. Januar 2023).
In der Kirchspielsgemeinde Flejsborg existieren folgende Wohnplätze:
- Ejstrup (Ortschaft)
- Flejsborg (Ortschaft, Kirchort)
- Flejsborg-Svenstrup (Ortschaft)
- Gatten (Ortschaft, die bedeutendste in der Gemeinde)
- Gatten Plantage (Waldstück)
- Kjeldhøjgård (Wohnplatz)
- Lille Sjørup (Wohnplatz)

## Sehenswürdigkeiten
- Kirche Flejsborg, evangelisch-lutherisch, romanisch, 12.–13. Jahrhundert
- Golfplatz Gatten, einer der bedeutendsten in Dänemark
- Sjørup Sø, naturschöner See im Osten des Kirchspiels
- Gatten Plantage, Waldstück rund um den Øjesø